# بسته (حاجی‌آباد)
بسته یک منطقهٔ مسکونی در ایران است که در دهستان فارغان واقع شده‌است. بسته ۱۵۳ نفر جمعیت دارد.